# Cyprien Gaulon
Cyprien-Charles-Marie-Nicolas Gaulon (1777-1858) est un maître écrivain et imprimeur-lithographe français du XIXe siècle, actif à Bordeaux de 1815 à 1858.

## Biographie
Né 1777 à Fort-Dauphin en Haïti, mais rapidement orphelin, Gaulon est élevé dans une famille d'armateurs bordelais. Il effectue ses études à l'Ecole royale de Sorèze jusqu'en 1791, date à laquelle il s'engage dans l'armée de la République.
Ce n'est qu'en 1815 qu'il s'établit maître-écrivain à Bordeaux.
Tout en continuant son activité d'enseignement, il s'établit imprimeur-lithographe, activité pour laquelle il obtient un brevet en 1818. Il imprime des estampes d'artistes comme Gustave de Galard, Eugène Devéria ou Pierre Lacour. Il est resté célèbre pour l'impression de 4 planches tauromachiques de Francisco de Goya (les Taureaux de Bordeaux) en 1825. Son activité se développe rapidement : il a 12 presses en 1829.
On lui attribue la généralisation des étiquettes de bouteille de vin lithographiées.
Il meurt à Bordeaux le 15 janvier 1858.

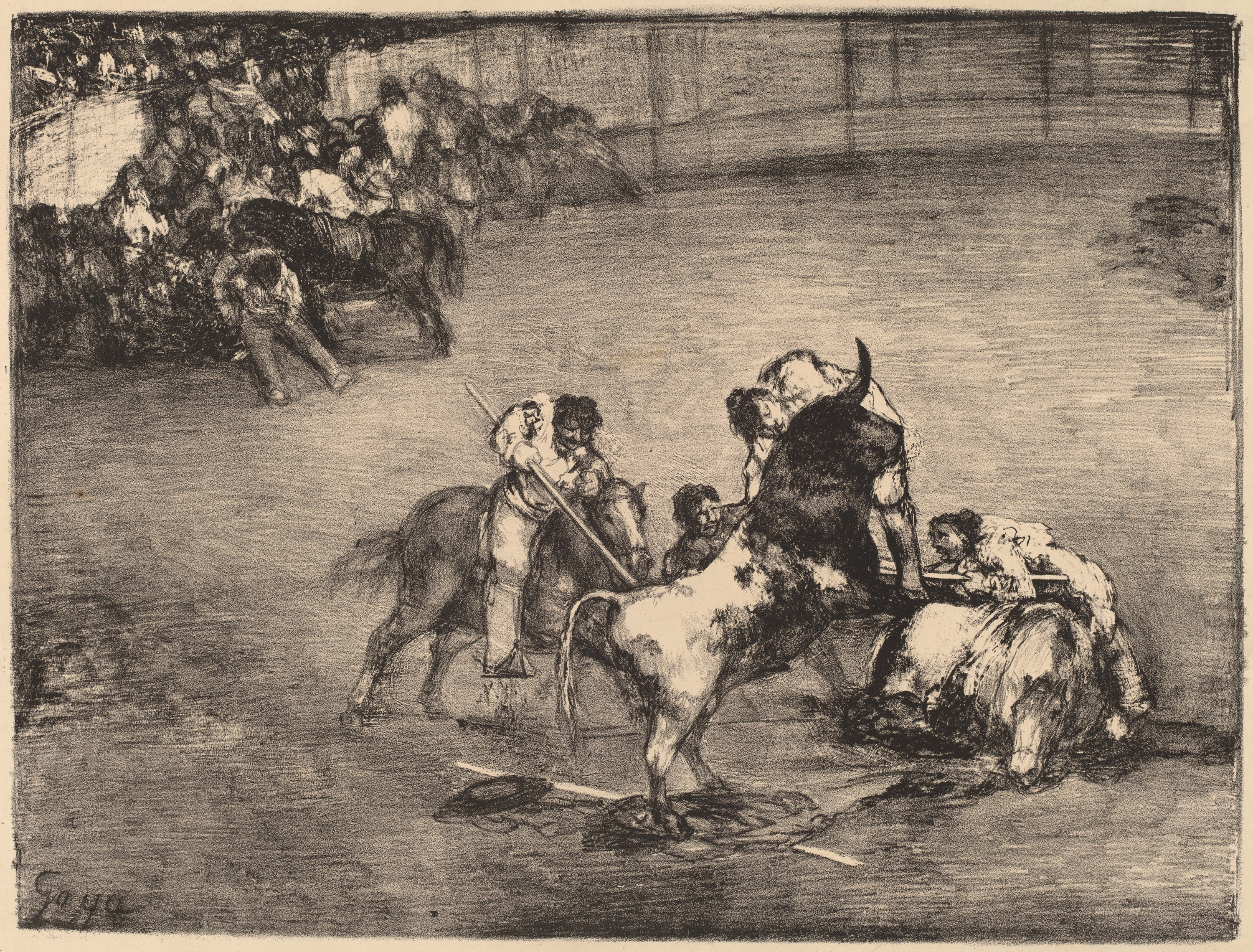
Lithographie de Francisco de Goya imprimée par Cyprien Gaulon (1825)
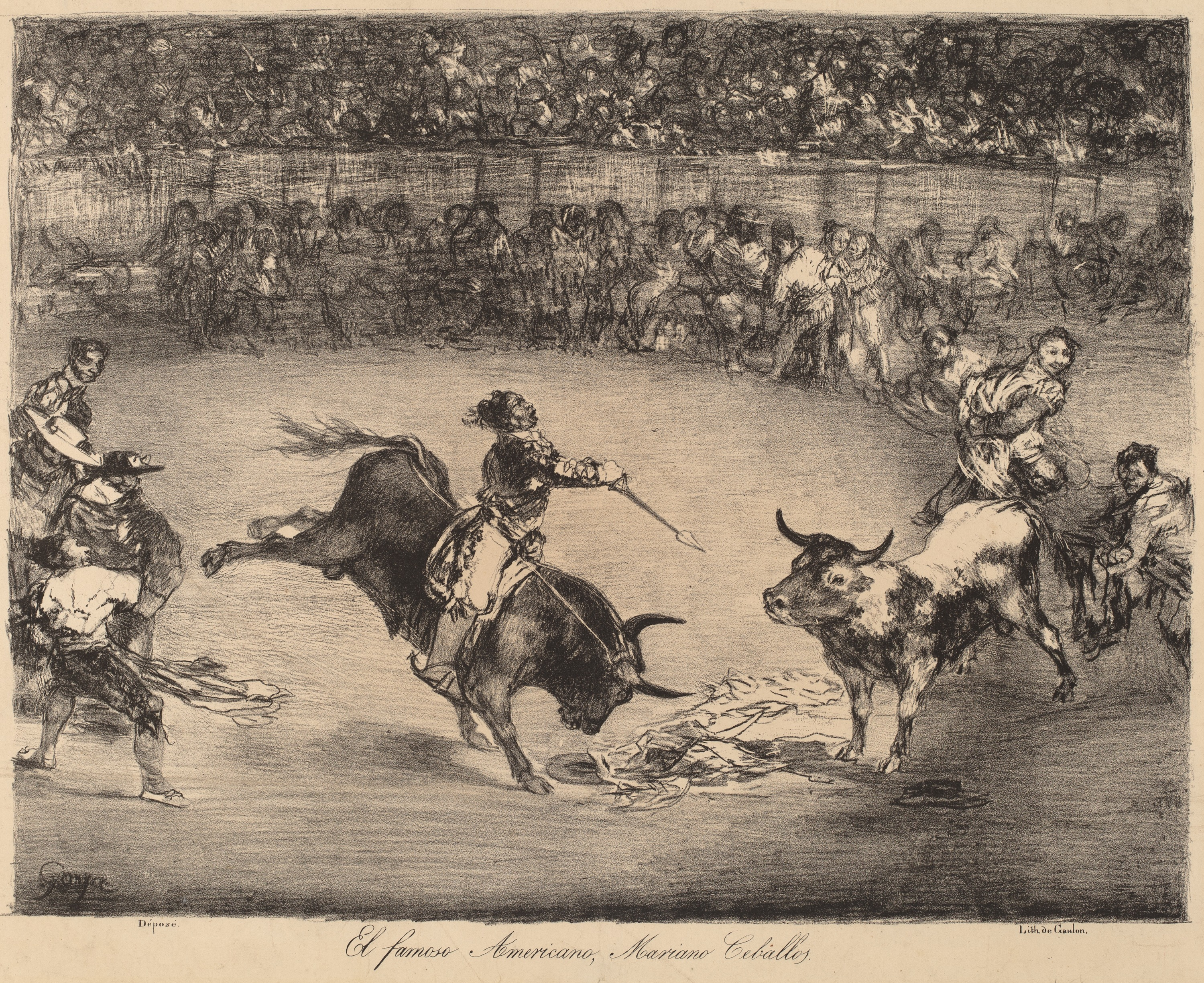
Francisco de Goya, El famoso Americano, Mariano Ceballos, [Los toreos de Burdeos], 1825, impression de Cyprien Gaulon
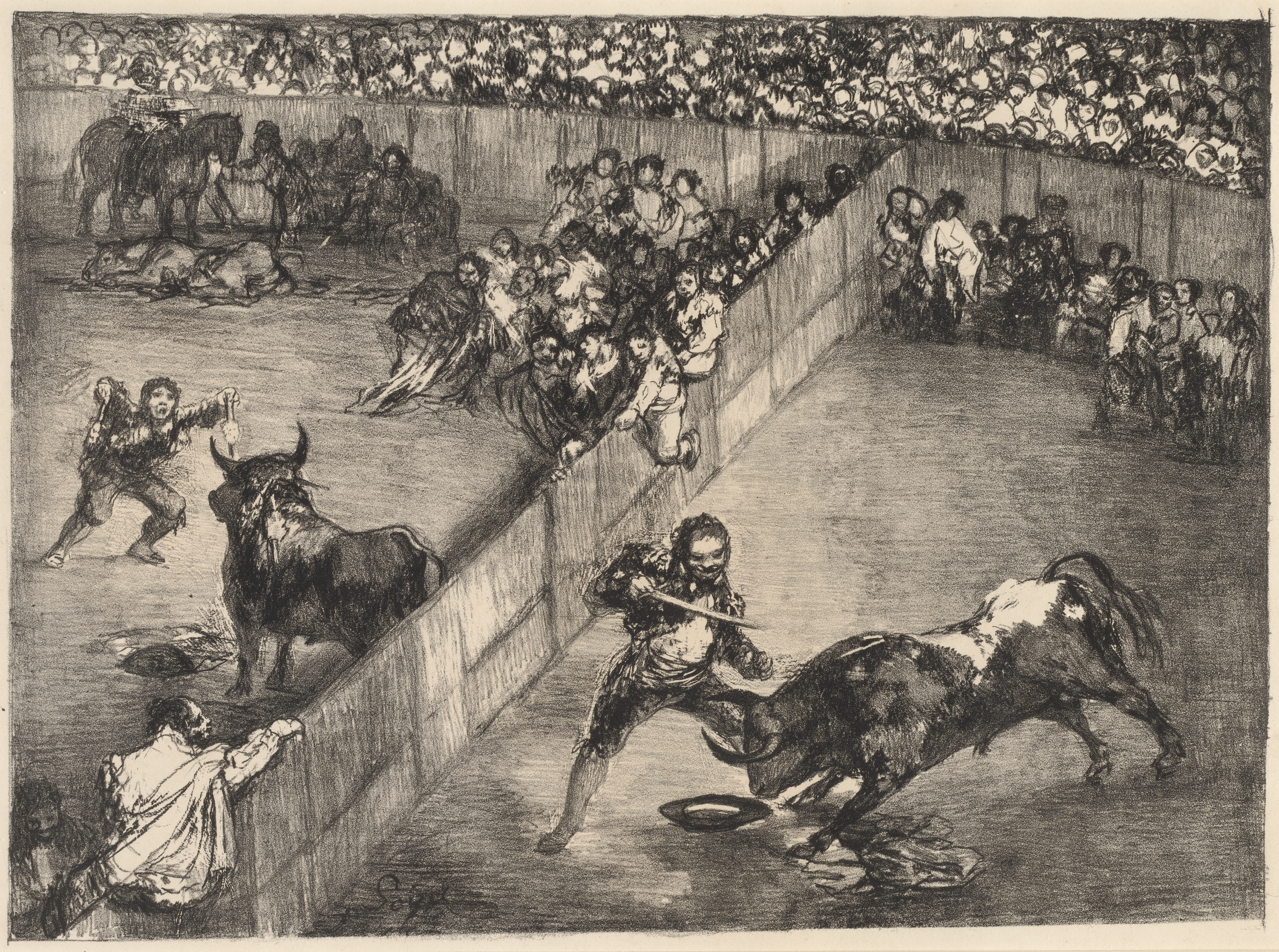
Lithographie de Francisco de Goya imprimée par Cyprien Gaulon (1825)